# يان كلارك (عالم حاسوب)
يان كلارك (بالإنجليزية: Ian Clarke)‏ (و. 1977  م) هو عالم حاسوب أيرلندي، ولد في نافان.

## التعليم
تعلم في جامعة إدنبرة
.